# Puellina vaceleti
Puellina vaceleti is een mosdiertjessoort uit de familie van de Cribrilinidae. De wetenschappelijke naam van de soort is voor het eerst geldig gepubliceerd in 2006 door Harmelin.